# Averøy
Averøy er en økommune på Nordmøre i Møre og Romsdal. Den ligger ud til Norskehavet og er ellers omgivet af fjordarme. I øst er kommunene Kristiansund og Frei, i syd ligger Gjemnes og i vest Eide.
Nærmeste byer er Kristiansund og Molde.

## Historie
Averøy kommune blev dannet 1. januar 1964 da kommunerne Bremsnes, Kornstad og Kvernes kommuner blev slået sammen.

## Tusenårssted
Kommunens tusenårssted er Kvernes kulturområde, markeret med tusenårsmonumentet «Solur» af billedhuggeren Rolf Øidvin. Monumentet står ved de to kirker i Kvernes. 
Det rige kulturmindeområde ligger ved fortidens «vejkryds» hvor Kvernesfjorden, Bremsnesfjorden og Freifjorden møder hinanden. Kvernes har været et mødested langs kysten op gennem tiderne. Flere fund i området går tilbage til ældre jernalder, bl.a gravsteder, tingsted og fallossymboler. Mellem de to kirker ligger en middelalderkirkegård.

## Kendte averøyinger
- Niels Lauridsen Arctander (1561–1616), biskop i Viborg, født i Kvernes.
- Erling Kristvik (1882–1969), rektor og professor.
- Magne Hoseth, fodboldspiller

## Kommunikation
Atlanterhavsvejen er fastlandsforbindelsen mod syd, til Eide. Vejen er bygget over flere øer og broer og er kåret til århundredets bygningsværk i Norge. 
Fra Bremsnes i nordøst var der færgeforbindelse til Kristiansund. Denne blev erstattet med Atlanterhavstunnelen 19. december 2009, hvilket gav fastlandsforbindelse på begge ender af øen.